# Bombus handlirschianus
Bombus handlirschianus (saknar svenskt namn) är en insekt i överfamiljen bin (Apoidea) och släktet humlor (Bombus) som lever på gränsen mellan Europa och Sydvästasien.

## Utseende
Bombus handlirschianus har svart huvud med ljusare hår överst på hjässan, vit mellankropp med ett svart band mellan vingfästena, de två främsta tergiterna är vita, följda av en svart tergit. Resten av bakkroppen är orange.

## Vanor
Humlan är en föga känd art som lever på alpina stäpper mellan 1 790 och 3 000 m. Den besöker ett stort antal blommor, framför allt från familjerna krustistlar, kransblommiga växter och ärtväxter.

## Utbredning
Bombus handlirschianus lever i Turkiet, Kaukasien och norra Iran.